# Фронмайер, Маркус Корнель
Маркус Корнель Фронмайер (англ. Markus Frohnmaier; 25 февраля 1991 года, Крайова, Румыния) — немецкий политик правого толка. Депутат Бундестага от национально-консервативной партии Альтернатива для Германии (AfD). До февраля 2018 года был председателем организации «Молодая альтернатива для Германии» (JA) и до 2017 года членом исполнительного органа AfD Baden-Württemberg. До конца 2016 года был пресс-секретарем президента AfD Фрауке Петри.

## Политические взгляды
Российско-украинский конфликт
Неоднократно выступал против санкций, наложенных на Россию после аннексии Крыма. Посещал Крым и не контролируемые Украиной территории ДНР и ЛНР.

## Российский след
Из российских документов, опубликованных Би-Би-Си, следует, что Фроммайер, возможно, находится «под абсолютным контролем» Кремля.

Сведения содержались в приложении к электронному письму П. Г. Премьяка сотруднику администрации Путина Сергею Соколову.